# Collinsonia anisata
Collinsonia anisata är en kransblommig växtart som beskrevs av John Sims. Collinsonia anisata ingår i släktet Collinsonia och familjen kransblommiga växter. Inga underarter finns listade i Catalogue of Life.